# Osterley (Schiff)
Die Osterley war ein 1909 in Dienst gestelltes Passagierschiff der britischen Reederei Orient Steam Navigation Company, das im Passagier- und Postverkehr von Großbritannien nach Australien eingesetzt wurde. 1930 wurde das Schiff außer Dienst gestellt und in Schottland abgewrackt.

## Das Schiff

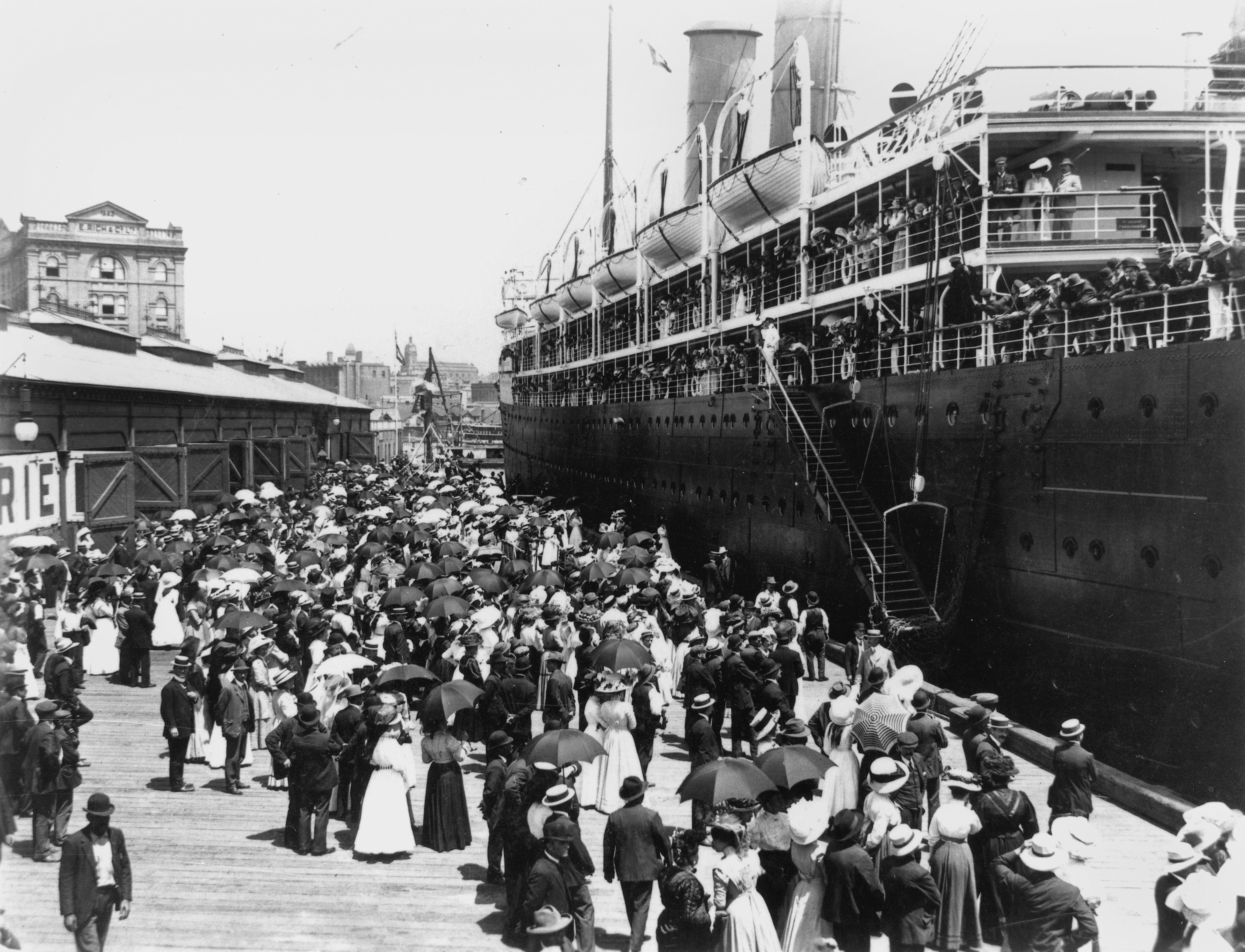
Die Osterley am Pier (ca. 1910)

Das 12.129 BRT große Dampfschiff Osterley wurde auf der Werft London & Glasgow Engineering and Iron Shipbuilding Company in Govan gebaut und lief am 26. Januar 1909 vom Stapel. Das 163,07 Meter lange und 19,20 Meter breite Passagier- und Postschiff hatte zwei Schornsteine, zwei Masten und zwei Propeller und wurde von Vierfachexpansions-Dampfmaschinen angetrieben, die eine Geschwindigkeit von 18 Knotern ermöglichten. Die Passagierunterkünfte waren für 280 Reisende Erster Klasse, 130 Zweiter Klasse und 900 Dritter Klasse ausgelegt.
Die Osterley hatte fünf baugleiche Schwesterschiffe, die alle zwischen 1909 und 1911 in Dienst gestellt wurden: Die Otway (12.077 BRT), die Otranto (I) (12.077 BRT), die Orvieto (12.133 BRT), die Orsova (I) (12.136 BRT) und die Orama (I) (12.927 BRT).
Am 6. August 1909 lief die Osterley in London zu ihrer Jungfernfahrt nach Melbourne, Sydney und Brisbane über Sues aus. Dies blieb bis zum Ersten Weltkrieg ihre feste Route, für die sie 45 Tage benötigte. Im Juni 1917 wurde das Schiff zum Dienst als Truppentransporter angefordert und überstand als solcher den Ersten Weltkrieg. Im Januar 1919 kehrte die Osterley in den zivilen Passagierverkehr zurück und verbrachte die nächsten Jahre ohne Zwischenfälle. Am 14. April 1930 traf sie zum Abbruch in Bo’ness (Schottland) ein.